# Robertson Davies

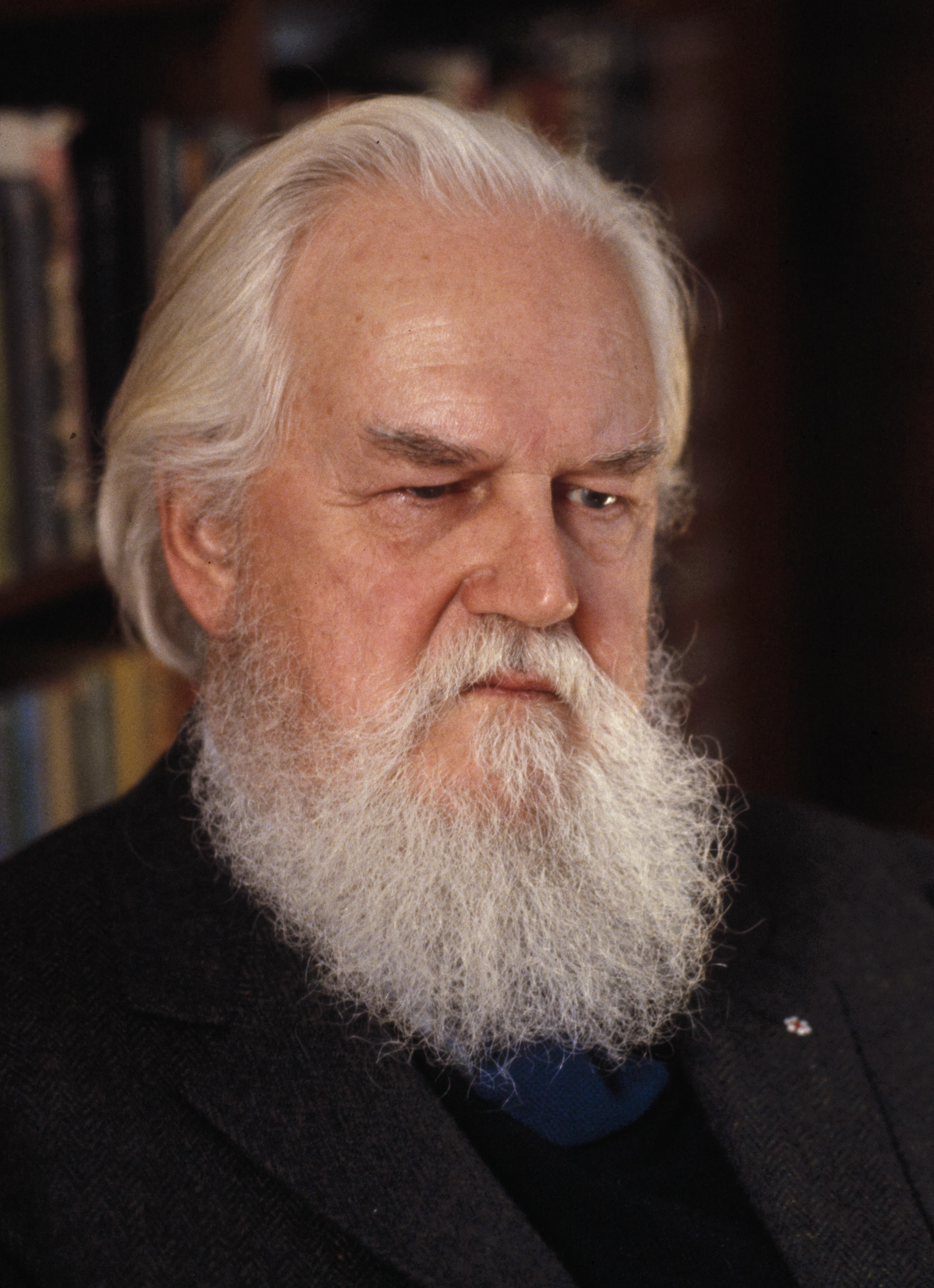
Robertson Davies

Robertson Davies (Thamesville, 28 agosto 1913 – Orangeville, 2 dicembre 1995) è stato uno scrittore canadese, prolifico autore di teatro e di narrativa, nel quale lo stile satirico si unisce all'indagine psicologica per fornire una caratteristica rappresentazione della società.